# GREEN (企業)
GREEN（有限会社グリーン）は、かつて存在したアニメーション等の映像美術制作を主な事業内容としていた日本の企業。多くの作品の場合、「GREEN」「グリーン」「スタジオグリーン」とクレジットされていた。

## 略歴
アニメ背景美術会社のスタジオみにあーとに所属していた美術監督の脇威志が1986年に設立。主に、サンライズ、ボンズ、フィール作品を中心に背景を手がけていた。
自社ウェブサイトにおいて、2017年9月をもって解散することを公表。解散後、東京スタジオを母体にした「スタジオなや」と大分スタジオを母体にした「オリーブ」がそれぞれGREENの事業を継承した。

## 主な参加作品

### テレビアニメ
- 新世紀エヴァンゲリオン （1995年-1996年）
- マッハGoGoGo （1997年）
- 突撃!パッパラ隊 （1998年-1999年）
- トラブルチョコレート （1999年-2000年）
- NieA 7 （2000年）
- ドッとKONIちゃん （2000年-2001年）
- まほろまてぃっくシリーズ
  - まほろまてぃっく （2001年）
  - まほろまてぃっく〜もっと美しいもの〜 （2002年）
- 朝霧の巫女 （2002年）
- 機動戦士ガンダムSEED （2002年-2003年）
- スクラップド・プリンセス （2003年）
- ギルガメッシュ （2003年-2004年）
- サムライチャンプルー （2004年）
- 学園アリス （2004年-2005年）
- 機動戦士ガンダムSEED DESTINY （2004年-2005年）
- D.C.S.S. 〜ダ・カーポ セカンドシーズン〜 （2005年）
- 交響詩篇エウレカセブン （2005年-2006年）
- 蟲師 （2005年-2006年）
- 地獄少女シリーズ
  - 地獄少女 （2005年-2006年）
  - 地獄少女 二籠 （2006年-2007年）
  - 地獄少女 三鼎 （2008年-2009年）
- Ergo Proxy （2006年）
- 桜蘭高校ホスト部 （2006年）
- となグラ! （2006年）
- 乙女はお姉さまに恋してる （2006年）
- コードギアス 反逆のルルーシュシリーズ
  - コードギアス 反逆のルルーシュ （2006年-2007年）
  - コードギアス 反逆のルルーシュR2 （2008年）
- ロケットガール （2007年）
- DARKER THAN BLACK -黒の契約者- （2007年）
- ながされて藍蘭島 （2007年）
- THE SKULLMAN （2007年）
- ZOMBIE-LOAN （2007年）
- ななついろ★ドロップス （2007年）
- D.C.II 〜ダ・カーポII〜シリーズ
  - D.C.II 〜ダ・カーポII〜 （2007年）
  - D.C.II S.S. 〜ダ・カーポII セカンドシーズン〜 （2008年）
- Mnemosyne-ムネモシュネの娘たち- （2008年）
- ソウルイーター （2008年-2009年）
- ミチコとハッチン （2008年-2009年）
- CANAAN （2009年）
- 東京マグニチュード8.0 （2009年）
- バトルスピリッツ 少年激覇ダン （2009年-2010年）
- にゃんこい! （2009年）
- おまもりひまり （2010年）
- kiss×sis （2010年）
- HEROMAN （2010年）
- さらい屋 五葉 （2010年）
- バトルスピリッツ ブレイヴ （2010年-2011年）
- STAR DRIVER 輝きのタクト （2010年）
- 神のみぞ知るセカイシリーズ
  - 神のみぞ知るセカイ （2010年）
  - 神のみぞ知るセカイII （2011年）
- GOSICK -ゴシック- （2011年）
- デッドマン・ワンダーランド （2011年）
- R-15 （2011年）
- バトルスピリッツ 覇王 （2011年-2012年）
- ましろ色シンフォニー （2011年）
- 機動戦士ガンダムAGE （2011年-2012年）
- UN-GO （2011年）
- 輪廻のラグランジェ （2012年）
- 妖狐×僕SS （2012年）
- エウレカセブンAO （2012年）
- 絶園のテンペスト （2012年-2013年）
- To LOVEる -とらぶる- ダークネス （2012年）
- D.C.III 〜ダ・カーポIII〜 （2013年）
- ビビッドレッド・オペレーション （2013年）
- 洲崎西 THE ANIMATION（2015年）
- 三者三葉（2016年、第5話-）

### OVA
- 聖少女艦隊バージンフリート （1998年）
- BREAK-AGE （1999年）
- Happy World! （2002年）
- アーケードゲーマーふぶき （2002年）

## 事業所
東京スタジオ
- 〒166-0004 東京都杉並区阿佐谷南3丁目46番4号

大分スタジオ
- 〒870-0038 大分県大分市西春日町1番2号 DDSビル

チチハルスタジオ
- 中国黒竜江省チチハル市